# Гора Игнатова
Гора Игнатова — упразднённая деревня на территории Вытегорского района Вологодской области России.

## География
Находилась при реке Шейручье, вблизи озера Шейозеро. По данным на 1905 год уездный город (Вытегра) располагался в 100,5 верстах. До волостного правления (Казанская пустынь) было 3,5 версты. Расстояние до школы — 4 версты. До ближайшей деревни или села 0,5 версты.

## История
До упразднения уездно-губернского деления деревня Гора Игнатова входила в состав
Чернослободского общества Чернослободской волости Вытегорского уезда Олонецкой губернии.
Согласно административно-территориальному деление Вологодской области на 1940 год деревня Гора Игнатова входила в Чернослободский сельсовет Ковжинского района

## Население
В 1905 году население состояло из 9 семей — 26 крестьян и 33 крестьянок, всего 59 человек, все — крестьяне.

## Инфраструктура
Личное подсобное хозяйство с зоной сельскохозяйственного использования, индивидуальная застройка усадебного типа. На 1905 год — 10 домов; на одну крестьянскую семью (дом) в среднем приходилось 6,56 (5,9) человека.
Основа экономики — сельское хозяйство. На 1905 год насчитывалось 12 лошадей, 10 коров и 16 голов прочего скота. На одну семью в среднем приходилось 1,33 лошади, 1,11 коровы и 1,78 головы другого скота.

## Транспорт
Просёлочные дороги. По данным на 1905 год до ближайшей почтовой станции — 3,5 версты. До пароходной пристани — 47,5 версты.